# 第二十四号海防艦
第二十四号海防艦（だいにじゅうよんごうかいぼうかん）は、日本海軍の海防艦。第二号型海防艦（丁型）の12番艦。船団護衛中に撃沈された。

## 艦歴
マル戦計画の海防艦丁、第2701号艦型の12番艦、仮称艦名第2712号艦として計画。1943年11月1日、三菱重工業長崎造船所で建造番号957番船として仮称艦名第2709号艦、同第2710号艦、同第2711号艦と同時に起工。12月22日、第二十四号海防艦と命名されて第二号型海防艦の12番艦に定められ、本籍を舞鶴鎮守府と仮定。
1944年1月27日、第22号海防艦と同日に進水。2月7日、艤装員事務所が長崎海軍監督官事務所内で事務を開始。3月28日竣工し、艤装員事務所を撤去。本籍を舞鶴鎮守府に、役務を舞鶴鎮守府警備海防艦にそれぞれ定められ、呉防備戦隊に編入。基礎実力練成教育に従事。
4月28日、連合艦隊附属に編入。同日、横須賀鎮守府作戦指揮下に編入され、軍隊区分丁直接護衛部隊に配置。横浜へ回航。
5月4日、3503船団（14隻）を護衛して館山発。10日、船団はアメリカ潜水艦タンバーの攻撃を受け、本艦は爆雷戦を行う。その際、タンバーの艦後部を水面上に露出させる。13日、サイパン着。17日、復航4517船団を護衛してサイパン発。22日、護衛部隊旗艦朝凪がアメリカ潜水艦ポラックの攻撃により撃沈されたため、本艦は対潜掃蕩を実施し、第二護衛船団司令部と朝凪の生存者を収容した。24日、東京湾に帰着。
6月1日現在、軍隊区分甲直接護衛部隊に配置され、横須賀海軍工廠で修理中。18日、横須賀海軍工廠での修理が終わる。同日、父島向け輸送の第103号特設輸送艦を護衛して長浦発。23日、長浦に帰着。25日、第103号特設輸送艦（硫黄島向け）と第130号特設輸送艦（父島向け）を護衛して長浦発。28日、第103号特設輸送艦を硫黄島まで護衛して同島南方で仮泊中、アメリカ潜水艦アーチャーフィッシュの攻撃を受け、前部弾薬庫付近に魚雷が命中した。搭載弾薬の誘爆はしなかったものの、間もなく艦首から沈没していった。乗員58名が戦死または行方不明となり、生存者は硫黄島に収容されたのち第103号特設輸送艦に便乗して父島へ送られた。
8月10日、第二十四号海防艦は第二号型海防艦から削除され、帝国海防艦籍から除かれた。

## 海防艦長
艤装員長
1. （兼）下方弘麿 大尉：1944年1月30日 - 1944年3月8日（本職：第十八号海防艦艤装員長）
2. （兼）下方弘麿 大尉：1944年3月8日 - 1944年3月10日（本職：第十八号海防艦長）
3. 石井留吉 大尉：1944年3月10日 - 1944年3月15日
4. 井上純造 少佐：1944年3月15日 - 1944年3月28日

海防艦長
1. 井上純造 少佐：1944年3月28日 - 1944年7月10日